# Marija Pisarevová
Marija Gerasimovna Pisarevová (rusky Мари́я Гера́симовна Пи́сарева; 19. dubna 1933 – 10. prosince 2023) byla atletka ze Sovětského svazu, která startovala hlavně ve skoku vysokém. Vystudovala v Moskvě.
Startovala v roce 1956 na letních olympijských hrách, které se konaly v Melbourne ve skoku do výšky, kde získal stříbrnou medaili spolu se Thelmou Hopkinsovou. Po atletické kariéře se vdala za koulaře Otto Grigalku.